# De la vida real
De la vida real fue un dramatizado creado y presentado por Rolando Panchana, que gozaba de altos niveles de audiencia, transmitido durante la época dorada de la televisión ecuatoriana, por la señal de Ecuavisa, desde 1999 hasta el 2005.

## Historia

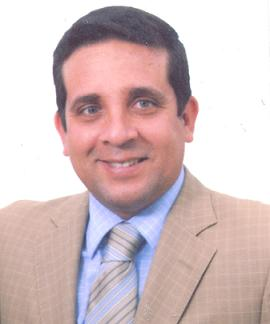
El director y conductor del programa, Rolando Panchana.

El periodista ecuatoriano Rolando Panchana, creó el programa De la vida real en 1999, para Ecuavisa, un programa de investigación que presentaba dramatizados de las historias que trataban, con casos de crónica roja o crímenes sin resolver, basados en casos reales y los más sonados de Ecuador, donde además de mostrar dramatizados con actores del medio, también presentaba testimonios reales de los protagonistas de cada caso.
Entre 2001 y 2003, se realizó unos episodios especiales llamados La Batalla de Jambelí, Diario de un Secuestro, Narcisa de Jesús y Omoto Albán, los cuales tuvieron la dirección general de Nitsy Grau Crespo.
En uno de los casos presentados en el programa, se trató el de la discoteca Romanos de Guayaquil, en donde un joven falleció debido al exceso de alcohol al concursar por una supuesta membrecía, donde tenía que batir un récord de consumo de licor. Debido a que los dueños de la discoteca se negaron hablar para el programa, Rolando reveló que los abogados defensores pretenderon dar su versión de los hechos, imponiéndo condiciones que eran inaceptables para la ética periodística, por lo que después de rechazar dichas condiciones, los abogados defensores de los dueños de la discoteca presentaron “un insólito recurso de hábeas data para ejercer una censura previa a la transmisión”. Sin embargo se declaró improcedente la censura del episodio en marzo de 2002.
En uno de los dramatizados del programa se presentó un caso que ocurrió el 17 de diciembre de 1986, donde un autobús escolar se incendió causando la muerte de 4 adolescentes y 19 niños heridos de gravedad. Durante años se pensó que un pintor de brocha gorda conocido como Gato Malo fue el causante del siniestro, siendo retratado por los medios de la época como el psicópata piromaniaco culpable del hecho, sin embargo el programa demostró con pruebas detalladas y reconstrucción de los hechos que la condena mediática a dicho pintor era falsa, sin embargo ya había sido destrozada mediáticamente muy tarde la vida del acusado.
En septiembre de 2003, Ecuavisa firmó una alianza con World Vision, los que se encargaron de la investigación y los libretos, con los que grabaron en el exterior para episodios internacionales, tanto en Chile, Nicaragua, México, Guatemala y El Salvador.
David Reinoso realizó una parodia del programa De la vida real, llamado De la vida falseta, para el programa cómico Vivos también de Ecuavisa, donde interpretó a Rolando Panchana bajo el nombre de Rolindo Pachanga, lo que le dio más popularidad.
Luego del cambio de canal de Rolando Panchana hacia Gamavisión, en 2005, el programa retransmitió los capítulos viejos durante ese mismo año, bajo la conducción de Richard Barker, reeditando los capítulos para reemplazar a Panchana por Barker.
El dramatizado se mantuvo al aire durante varios años con casos nuevos hasta el 2005.
Entre 2013 y 2014 el programa fue reeditado y se emitió con el nombre Crónicas urbanas, bajo la conducción del periodista Andrés Jungbluth.

## Actores que aparecieron en los dramatizados
- Julio Ortega
- Ruth Coello[8]
- Virgilio Valero[9]
- Priscilla Negrón[10]
- Víctor Aráuz[11]
- Sharon la Hechicera[12]
- Alejandra Paredes[13]
- Christoph Baumann[14]
- Henry Layana[15]
- Alberto Pablo Rivera[16]
- Isidro Murillo[17]
- Martha Ormaza[18]
- Rudy Arana[19]

## Premios y nominaciones

### Premios ITV
| Año  | Categoría                       | Nominados                | Resultado |
| ---- | ------------------------------- | ------------------------ | --------- |
| 2000 | Mejor programa dramático        | De la vida               | Ganador   |
| 2002 | Mejor programa cómico-dramático | De la vida real          | Nominado  |
| 2003 | Mejor programa dramático        | De la vida real          | Ganador   |
| 2003 | Mejor actor dramático           | Andrés Garzón            | Nominado  |
| 2003 | Mejor actriz dramática          | María Fernanda Gutiérrez | Nominada  |
| 2004 | Mejor programa dramático        | De la vida real          | Ganador   |
| 2004 | Mejor actor dramático           | Carlos Valencia          | Ganador   |